# Kusterdingen
Kusterdingen ist eine Gemeinde im Landkreis Tübingen, oberhalb des Neckartals zwischen Tübingen und Reutlingen gelegen. Sie gehört zur Region Neckar-Alb und zur europäischen Metropolregion Stuttgart.

## Geographie

### Geographische Lage
Kusterdingen liegt auf den Härten, unmittelbar südöstlich von Tübingen.

### Landschaft
Die Härten bilden eine Hochebene zwischen Steinlach-, Neckar- und Echaztal, die von einem Buchenmischwald umringt wird. Typisch sind die intensiv genutzten Ackerflächen sowie Streuobstwiesen. Der höchste Punkt des Gemeindegebiets mit 455 m ü. NHN liegt auf einer waldfreien Hochfläche westlich der Wankheimer Aspenhau-Siedlung.
Im Norden des Gemeindegebiets befindet sich das Naturschutzgebiet Blaulach. Es handelt sich hierbei um einen Nebenfluss des Neckars.
Westlich von Immenhausen erstreckt sich das Landschaftsschutzgebiet Ehrenbachtal mit Kaltem Brunnen.

### Nachbargemeinden
Folgende Städte und Gemeinden grenzen an die Gemeinde Kusterdingen, sie werden im Uhrzeigersinn beginnend im Norden genannt und gehören zum Landkreis Tübingen beziehungsweise zum Landkreis Reutlingen ¹
Kirchentellinsfurt, Wannweil ¹, Reutlingen ¹, Gomaringen und Tübingen

### Gemeindegliederung

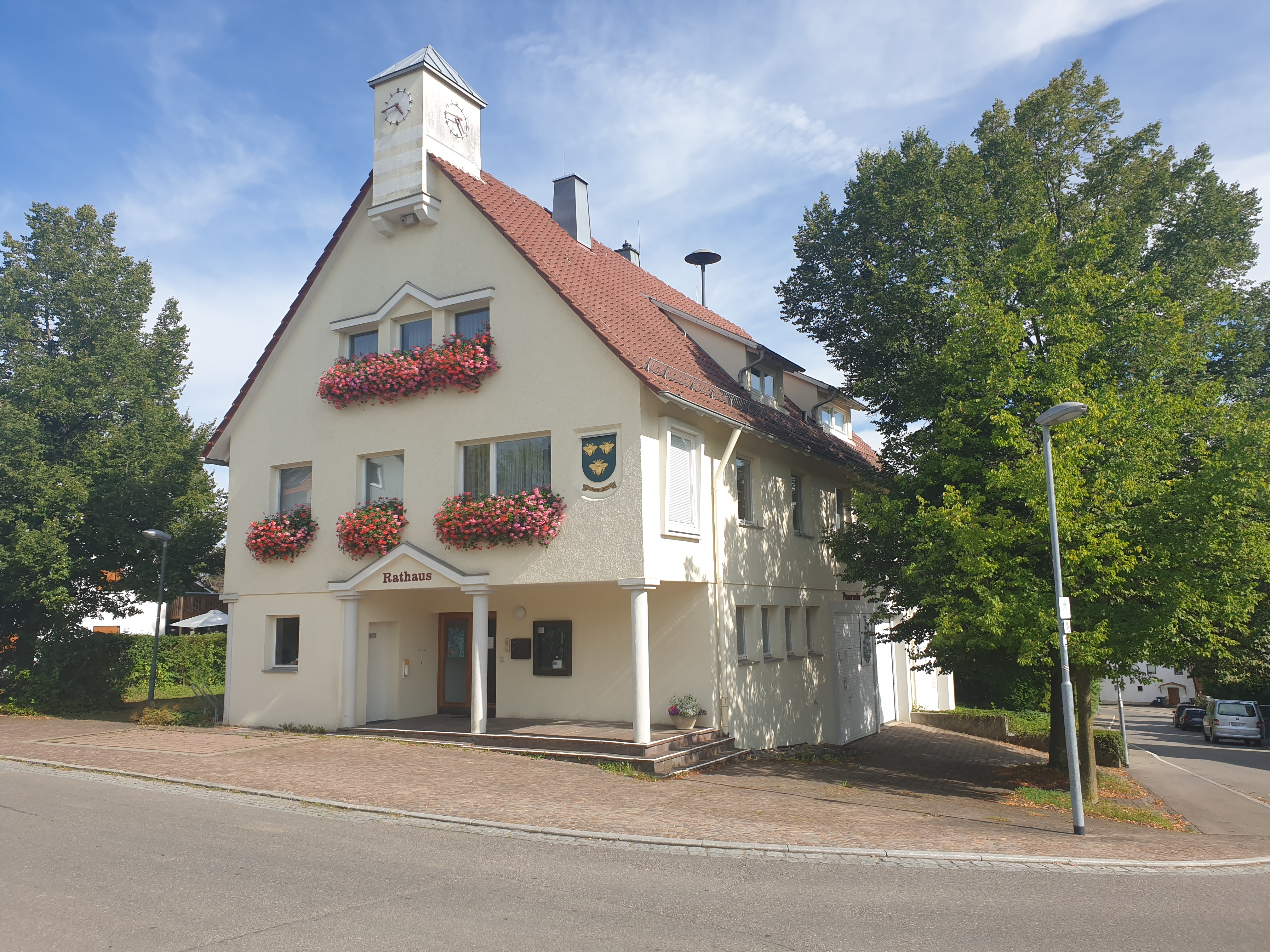
Rathaus in Immenhausen (2024)

Die Gemeinde Kusterdingen besteht aus den Ortsteilen Immenhausen (712 Einwohner am 31. Dezember 2018), Jettenburg (1144), Kusterdingen (3623), Mähringen (1442) und Wankheim (1667). Die offizielle Benennung der Ortsteile erfolgt in der Form „Kusterdingen-…“, sie sind räumlich mit den früheren Gemeinden gleichen Namens identisch. Die Gemeinderatswahl erfolgt in Kusterdingen nach dem System der Unechten Teilortswahl, dementsprechend bilden die Ortsteile als Wohnbezirke bezeichnete Wahlkreise. Mit Ausnahme des Ortsteils Kusterdingen sind alle Ortsteile Ortschaften im Sinne der baden-württembergischen Gemeindeordnung mit eigenem Ortschaftsrat und einem Ortsvorsteher als dessen Vorsitzenden.
Zu den Ortsteilen Immenhausen, Jettenburg und Kusterdingen gehören jeweils nur die gleichnamigen Dörfer. Zum Ortsteil Mähringen gehören das Dorf Mähringen und die Häuser Bahnhof Mähringen. Zum Ortsteil Wankheim gehören das Dorf Wankheim, die Aspenhau-Siedlung und das Gehöft Bläsikelter.
Im Osten des Ortsteils Mähringen lag die abgegangene, heute nicht mehr bestehende Ortschaft Weiler. Weiler wurde 1522 als an dem wyler erstmals erwähnt. Auf eine frühe Besiedlung weist der Fund eines Keramikfragments hin, das durch das Landesdenkmalamt in das 8. Jh. n. Chr. datiert und dokumentiert wurde. An gleicher Stelle bestand im 15. Jahrhundert eine Schwaige, die 1562 genannt wird (im schwaig priel).

### Schutzgebiete
Kusterdingen hat Anteil am Naturschutzgebiet Blaulach, welches gleichzeitig zum FFH-Gebiet Schönbuch gehört, und an den Landschaftsschutzgebieten Härten, Streuobstgebiet westlich Immenhausen, Mittleres Neckartal und Ehrenbachtal mit Kaltem Brunnen.

## Geschichte

### Mittelalter
Der Ort Kusterdingen entstand als Siedlung in der Zeit der alemannischen Landnahme. Während der im Hochmittelalter bestehenden Stammesherzogtümer lag der Ort im Herzogtum Schwaben. Für das 12. und 13. Jahrhundert wurden Edelfreie von Kusterdingen genannt. Bereits zu Anfang des 12. Jahrhunderts vermachte ein Herr namens Marquart dem Kloster Blaubeuren einen Hof in Kusterdingen. Das Jahr dieses Ereignisses war in der Urkunde nicht angegeben, wurde jedoch in den achtziger Jahren des 19. Jahrhunderts durch einen Abgleich verschiedener Dokumente seitens des Pfarrers Casper auf das Jahr 1108 eingegrenzt, was somit als Jahr der Erstnennung von Kusterdingen angenommen wird. Der Ortsname setzt sich aus dem althochdeutschen Namen Custhard mit -ingen-Suffix zusammen. Eine sicher datierte urkundliche Erwähnung ist aus dem Jahr 1142 als Custordingen. 
Nach dem Aussterben der Edelfreien von Kusterdingen übernahmen die Grafen von Aichelberg-Merkenberg, das Kloster Bebenhausen sowie die Herren von Stoffeln Herrschaftsrechte am Ort.
Im Spätmittelalter hatte das niederadlige Geschlecht der Pflumen seit 1270 bis ins späte 15. Jahrhundert seinen Sitz in Kusterdingen und übte dort die Ortsherrschaft aus. Seit 1484 gehörte Kusterdingen zur Grafschaft (bzw. seit 1495 zum Herzogtum) Württemberg. Der Ort wurde dem Amt Tübingen zugeordnet.

### Neuzeit
Herzog Ulrich von Württemberg setzte 1534 in Württemberg die Reformation durch, so dass auch die Gemeinde Kusterdingen evangelisch wurde.
Seit 1758 gehörte Kusterdingen zum Oberamt Tübingen, bei dem der Ort auch nach der Gründung des Königreichs Württemberg verblieb. Bei der Verwaltungsreform während der NS-Zeit in Württemberg gelangte Kusterdingen 1938 zum erweiterten Landkreis Tübingen.
1945 wurde der Ort Teil der Französischen Besatzungszone und erfuhr somit die Zuordnung zum neu gegründeten Land Württemberg-Hohenzollern, welches 1952 als Regierungsbezirk Südwürttemberg-Hohenzollern im Land Baden-Württemberg aufging.
Im Zuge der Gemeindereform in den 1970er Jahren mussten die früher eigenständigen Gemeinden eine Verbindung mit Kusterdingen eingehen. So wurde gegen den Willen Immenhausens, Mähringens und Wankheims der Zusammenschluss erzwungen. Eine Klage dieser Gemeinden beim Staatsgerichtshof war erfolglos. Jettenburg, das damals schon freiwillig mit Kusterdingen zusammenarbeitete, hatte nichts gegen den Zusammenschluss einzuwenden.
2008 feierte der Ortsteil Kusterdingen sein 900-jähriges Bestehen.

## Religion
54 % der Einwohner von Kusterdingen sind evangelisch, 16 % katholisch.
Im 18. und 19. Jahrhundert gab es im heutigen Ortsteil Wankheim eine jüdische Gemeinde, zu der ein heute noch existierender Friedhof gehörte.

## Politik

### Gemeinderat
In Kusterdingen wird der Gemeinderat nach dem Verfahren der unechten Teilortswahl gewählt. Dabei kann sich die Zahl der Gemeinderäte durch Überhangmandate verändern. Der Gemeinderat besteht aus den 18 gewählten ehrenamtlichen Gemeinderäten und dem Bürgermeister als Vorsitzendem. Der Bürgermeister ist im Gemeinderat stimmberechtigt. Die Kommunalwahl am 9. Juni 2024 führte zu folgendem Ergebnis.
| Parteien und Wählergemeinschaften | Parteien und Wählergemeinschaften             | % 2024 | Sitze 2024 | % 2019 | Sitze 2019 | Kommunalwahl 2024 %403020100 38,9 %33,7 %5,4 %4,2 %7,5 %10,3 % FWHUDSPDFDPNLCDUGewinne und Verlusteim Vergleich zu 2019 %p 12 10 8 6 4 2 0 −2 −4 −6 −8−6,7 %p+1,3 %p−3,1 %p−0,4 %p−1,4 %p+10,3 %pFWHUDSPDFDPNLCDU |
| FWV                               | Freie Wählervereinigung                       | 38,9   | 7          | 45,6   | 8          | Kommunalwahl 2024 %403020100 38,9 %33,7 %5,4 %4,2 %7,5 %10,3 % FWHUDSPDFDPNLCDUGewinne und Verlusteim Vergleich zu 2019 %p 12 10 8 6 4 2 0 −2 −4 −6 −8−6,7 %p+1,3 %p−3,1 %p−0,4 %p−1,4 %p+10,3 %pFWHUDSPDFDPNLCDU |
| HUD                               | Härtenliste Umweltschutz und Demokratie e. V. | 33,7   | 6          | 32,4   | 6          | Kommunalwahl 2024 %403020100 38,9 %33,7 %5,4 %4,2 %7,5 %10,3 % FWHUDSPDFDPNLCDUGewinne und Verlusteim Vergleich zu 2019 %p 12 10 8 6 4 2 0 −2 −4 −6 −8−6,7 %p+1,3 %p−3,1 %p−0,4 %p−1,4 %p+10,3 %pFWHUDSPDFDPNLCDU |
| SPD                               | Sozialdemokratische Partei Deutschlands       | 5,4    | 1          | 8,5    | 1          | Kommunalwahl 2024 %403020100 38,9 %33,7 %5,4 %4,2 %7,5 %10,3 % FWHUDSPDFDPNLCDUGewinne und Verlusteim Vergleich zu 2019 %p 12 10 8 6 4 2 0 −2 −4 −6 −8−6,7 %p+1,3 %p−3,1 %p−0,4 %p−1,4 %p+10,3 %pFWHUDSPDFDPNLCDU |
| FDP                               | Freie Demokratische Partei                    | 4,2    | 1          | 4,6    | 1          | Kommunalwahl 2024 %403020100 38,9 %33,7 %5,4 %4,2 %7,5 %10,3 % FWHUDSPDFDPNLCDUGewinne und Verlusteim Vergleich zu 2019 %p 12 10 8 6 4 2 0 −2 −4 −6 −8−6,7 %p+1,3 %p−3,1 %p−0,4 %p−1,4 %p+10,3 %pFWHUDSPDFDPNLCDU |
| NL                                | Neue Liste                                    | 7,5    | 1          | 8,9    | 2          | Kommunalwahl 2024 %403020100 38,9 %33,7 %5,4 %4,2 %7,5 %10,3 % FWHUDSPDFDPNLCDUGewinne und Verlusteim Vergleich zu 2019 %p 12 10 8 6 4 2 0 −2 −4 −6 −8−6,7 %p+1,3 %p−3,1 %p−0,4 %p−1,4 %p+10,3 %pFWHUDSPDFDPNLCDU |
| CDU                               | Christlich Demokratische Union Deutschlands   | 10,4   | 2          | –      | –          | Kommunalwahl 2024 %403020100 38,9 %33,7 %5,4 %4,2 %7,5 %10,3 % FWHUDSPDFDPNLCDUGewinne und Verlusteim Vergleich zu 2019 %p 12 10 8 6 4 2 0 −2 −4 −6 −8−6,7 %p+1,3 %p−3,1 %p−0,4 %p−1,4 %p+10,3 %pFWHUDSPDFDPNLCDU |
| gesamt                            | gesamt                                        | 100,0  | 18         | 100,0  | 18         | Kommunalwahl 2024 %403020100 38,9 %33,7 %5,4 %4,2 %7,5 %10,3 % FWHUDSPDFDPNLCDUGewinne und Verlusteim Vergleich zu 2019 %p 12 10 8 6 4 2 0 −2 −4 −6 −8−6,7 %p+1,3 %p−3,1 %p−0,4 %p−1,4 %p+10,3 %pFWHUDSPDFDPNLCDU |
| Wahlbeteiligung                   | Wahlbeteiligung                               | 72,9 % | 72,9 %     | 69,2 % | 69,2 %     | Kommunalwahl 2024 %403020100 38,9 %33,7 %5,4 %4,2 %7,5 %10,3 % FWHUDSPDFDPNLCDUGewinne und Verlusteim Vergleich zu 2019 %p 12 10 8 6 4 2 0 −2 −4 −6 −8−6,7 %p+1,3 %p−3,1 %p−0,4 %p−1,4 %p+10,3 %pFWHUDSPDFDPNLCDU |

### Bürgermeister
Der Bürgermeister wird für eine Amtszeit von acht Jahren gewählt. Am 15. April 2018 wurde Jürgen Soltau mit 87,3 Prozent der Stimmen für die nächste Amtszeit wiedergewählt, die am 1. Juli 2018 begann.
- 1958–1978: Gerhard Kindler
- 1978–2002: Günter Müller
- seit 2002: Jürgen Soltau

### Wappen
Die Gemeinde Kusterdingen führt weder ein Wappen noch eine Flagge. Die fünf Ortsteile verwenden die Wappen der ehemaligen Gemeinden weiter. Da die heutige Gemeinde bei der Gebietsreform neu gegründet wurde und nie ein Wappen erhielt, ist sie eine von nur drei Gemeinden in Baden-Württemberg, die noch ohne Wappen sind.

Immenhausen
Jettenburg
Kusterdingen
Mähringen
Wankheim

### Gemeindepartnerschaften
Kusterdingen unterhält seit 2022 eine Partnerschaft mit der französischen Gemeinde Venansault im Departement Vendée.

## Kultur und Sehenswürdigkeiten

### Bauwerke
- Die Kusterdinger Marienkirche[12]

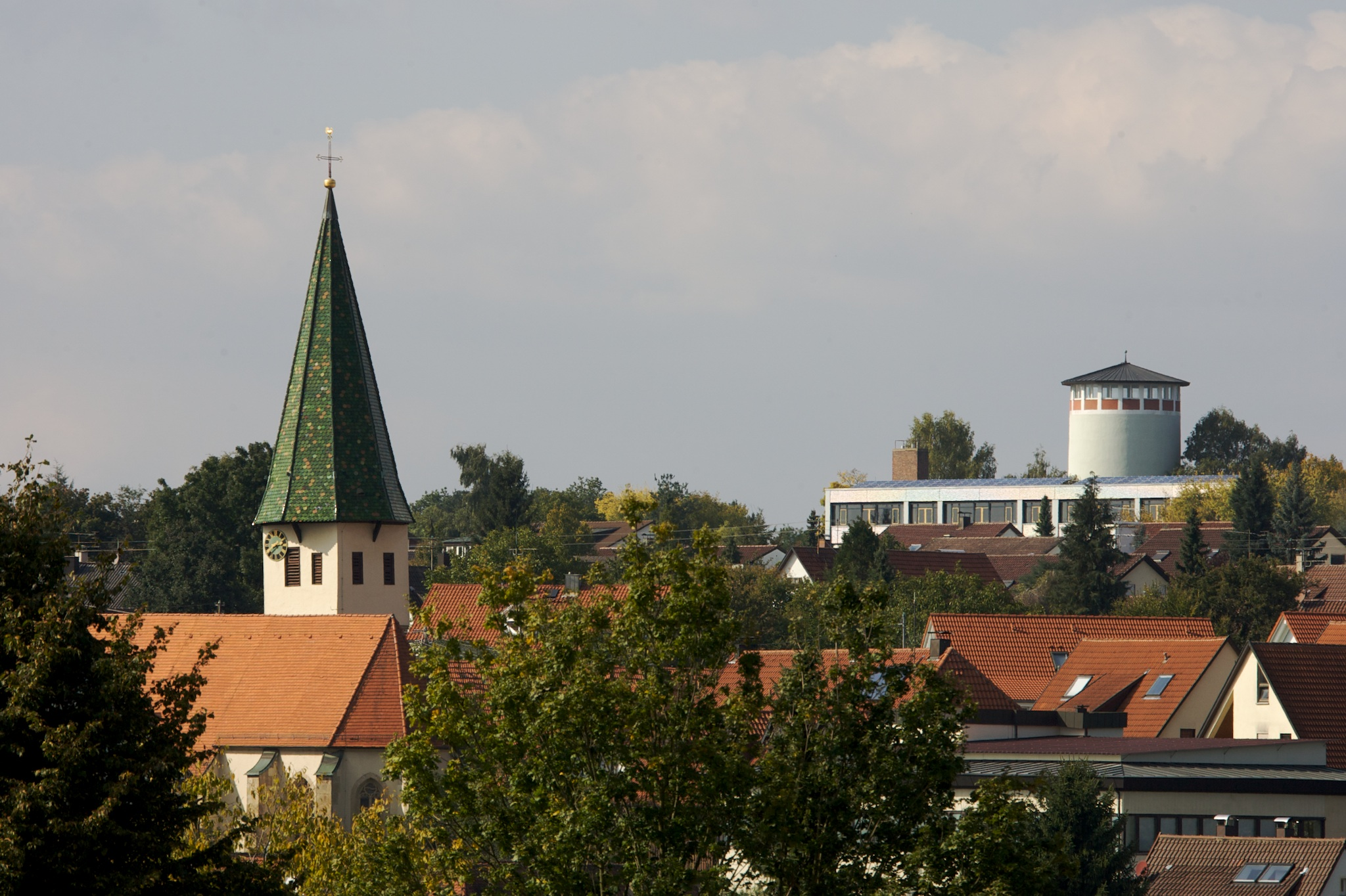
Blick über Kusterdingen, Kirche und Wasserturm

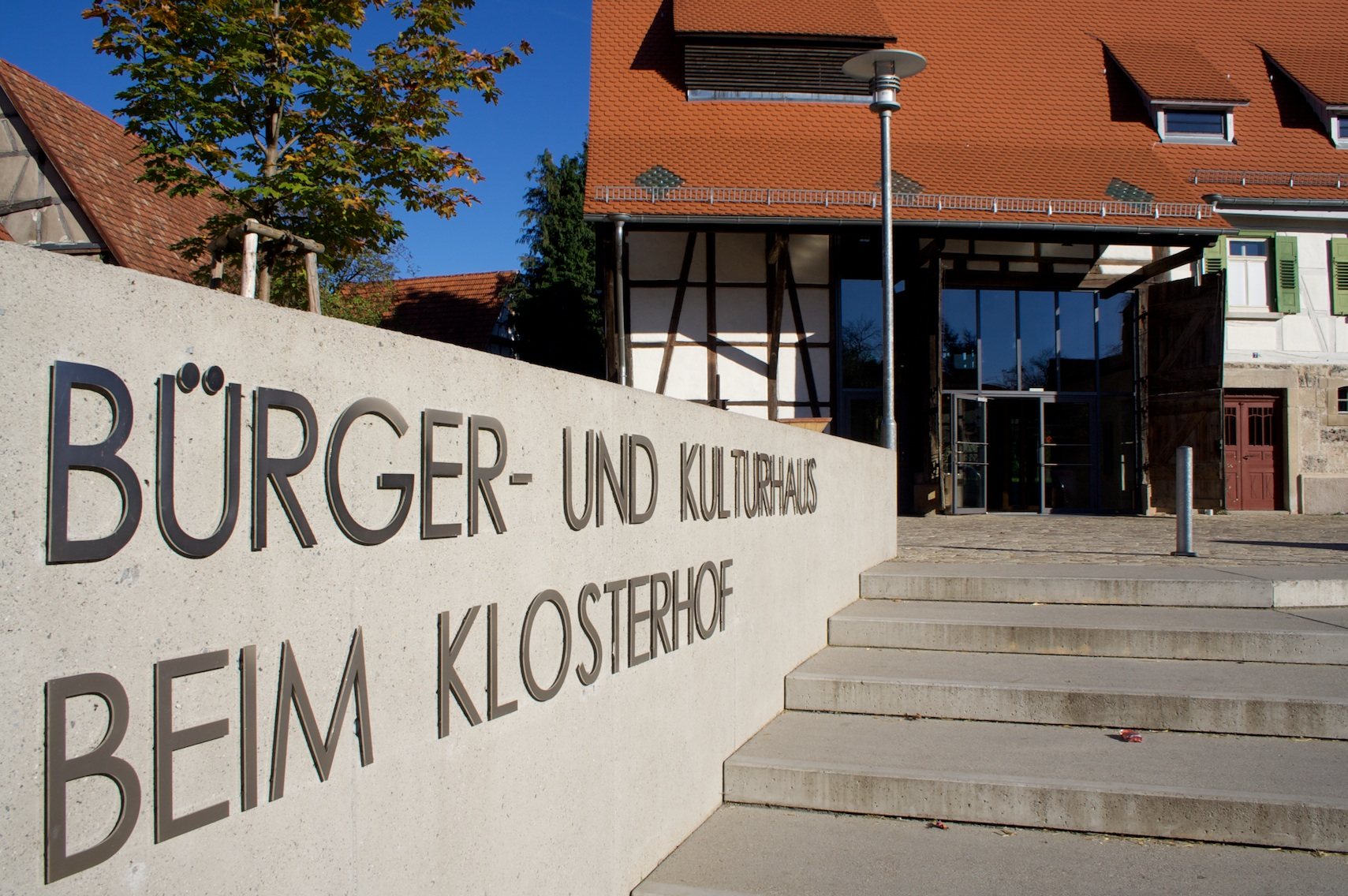
Bürger- und Kulturhaus beim Klosterhof

- Funkturm auf der Hohen Mark (Geografische Koordinaten: 48° 30′ 46″ N, 9° 6′ 0″ O)
- Das alte Rathaus, ein renoviertes Gebäude, in dem sich das Standesamt und weitere Ämter befinden
- Der Wasserturm am Sportheim (Geografische Koordinaten: 48° 31′ 32,5″ N, 9° 6′ 49,1″ O)
- Der renovierte Klosterhof dient als Kulturgebäude, in dem regelmäßig Veranstaltungen stattfinden.
- Das Kino METROPOL der Filmfreunde Kusterdingen e. V., ein Kleinkino mit 32 Sitzplätzen in einer Scheune aus dem Jahr 1773.
- Die Mähringer Stephanskirche
- Burg Mähringen (abgegangen)

### Natur und Landschaft
- Der Eduard-Lucas-Musterobstgarten des Pomologen Eduard Lucas mit dem Lehrpfad, ausgehend vom Friedhof Mähringen
- Das Heilbrünnele im Landschaftsschutzgebiet Ehrenbachtal mit Kaltem Brunnen
- Das Naturdenkmal Linde am Friedhof in Mähringen

## Wirtschaft und Infrastruktur

### Verkehr
Die Bundesstraße 28 durchquert das Gemeindegebiet und verbindet es mit Reutlingen und Tübingen.
Der Öffentliche Nahverkehr wird durch den Verkehrsverbund Neckar-Alb-Donau (NALDO) gewährleistet. Die Gemeinde befindet sich in der Wabe 111.
Seit Dezember 2009 befindet sich je ein Kreisverkehr am Ortseingang Kusterdingens und Wankheims.
Der Ortsteil Mähringen lag von 1902 bis 1982 an der Gönninger Bahn von Reutlingen. Der dortige Bahnhof steht heute noch. Auch der frühere Bahndamm ist heute noch erkennbar.

### Bildung
- Härtenschule Mähringen (Grundschule) für Schüler aus den Teilorten Mähringen, Wankheim, Jettenburg und Immenhausen
- Astrid-Lindgren-Schule Kusterdingen (Grund- und Hauptschule mit Werkrealschule) für Schüler aus Kirchentellinsfurt, Wannweil und den Teilorten der Härtengemeinde.
- Evangelisches Blaulach Gymnasium Kusterdingen

## Persönlichkeiten

### Söhne und Töchter der Gemeinde
- Johann Ulrich Pregizer I., auch der Ältere genannt (1577–1656), evangelischer Theologe, Hochschullehrer und Kanzler der Universität Tübingen
- Georg Alfred Stockburger (1907–1986), Arzt und Maler des Expressionismus

### Mit Kusterdingen verbundene Personen
- Anke Laufer (* 1965), Schriftstellerin
- Christian Kühn (* 1979), Politiker (Bündnis 90/Die Grünen), lebt in Immenhausen

## Trivia
Die am 8. April 2016 ausgestrahlte SWR-Dokumentation mit dem Titel "Landleben 4.0 in Kusterdingen" zeigt am Beispiel Kusterdingens beispielhaft das moderne Dorfleben.